# Helmut Orwat
Helmut Orwat (* 2. Oktober 1938 in Castrop-Rauxel) ist ein deutscher Pressefotograf und war für die Dortmunder Ruhr Nachrichten (RN) tätig. Sein fotografisches Werk erstreckt sich über mehrere Jahrzehnte und dokumentiert den Strukturwandel des Ruhrgebiets.

## Biografie
Helmut Orwat wurde am 2. Oktober 1938 als zweiter Sohn eines Bergmanns in Castrop-Rauxel geboren.
Er absolvierte eine Schreinerlehre in seiner Heimatstadt und war anschließend mehrere Jahre in diesem Beruf tätig. Mitte der 1950er Jahre entdeckte er die Fotografie für sich und betrieb sie zunächst als Hobby und dann freiberuflich. Seine Kenntnisse eignete er sich von Beginn an selbst an und erweiterte sie durch Fortbildungen. 1962 entschloss er sich, das Fotografieren zu seinem Hauptberuf zu machen und arbeitete in den folgenden Jahren als freischaffender Fotograf in Castrop-Rauxel. Ab 1984 war er bei den Ruhr Nachrichten fest angestellt und dort bis zum Jahr 2000 tätig.

## Fotografisches Werk
Im Mittelpunkt seiner fotografischen Arbeiten steht die Menschen und die Darstellung von Landschaft und Industrie, Berufsarbeit und Alltagsleben in Westfalen. Helmut Orwat setzt hierbei einen besonderen Fokus auf den von ihm so bezeichneten „gewöhnlichen Menschen“ mit einer ursprünglichen Geschichte. Ebenfalls spielen Kinder in seinem fotografischen Werk eine wichtige Rolle.
Neben seiner Tätigkeit als Pressefotograf war er auch als Fotojournalist tätig und bebilderte beispielsweise zahlreiche Ausgaben des Westfalenspiegels.
Aus den pressefotografischen Tätigkeiten entstanden zahlreiche Bildserien, die Themen der Politik, Gesellschaft, Kunst und Kultur der 1960er bis 1980er Jahre widerspiegeln. Mit seinem besonderen Talent Menschen vor die Kamera zu bringen, dokumentierte er auch die Welt des Films, der Popkonzerte und des Showbusiness. Er fotografierte unter anderem Rudi Carrell, Lex Barker, Claus Biederstaedt, Udo Jürgens und Karl Dall.
Darüber hinaus gestaltete Orwat mehrere Bücher, Fotokalender und Postkarten-Serien.